# Zarajskij rajon
Lo Zarajskij rajon (in russo Зарайский район?) era un rajon dell'Oblast' di Mosca, nella Russia europea; il capoluogo era Zarajsk. Istituito nel 1929, ricopriva una superficie di 968 chilometri quadrati e nel 2010 ospitava una popolazione di circa 41.000 abitanti.